# Aelurillus mirabilis
Aelurillus mirabilis är en spindelart som beskrevs av Wesolowska 2006. Aelurillus mirabilis ingår i släktet Aelurillus och familjen hoppspindlar. Inga underarter finns listade i Catalogue of Life.